# عصية لبنية حمضية
المُلَبِّنَة الحَمِضة أو المُلَبِّنَة الحمضية أو العصية اللبنية الحمضية   (وباللاتينية Lactobacillus acidophilus ومعناها بكتيريا اللبن المحبة للأحماض ) نوع من أنواع البكتيريا النافعة للإنسان حيث تقوم بتخمير السكريات و تحويلها إلى حمض اللاكتيك وهيدروجين بيروكسايد وانزيمات وفيتامينات (ب) المركب، وكذلك مواد مضادة للجراثيم تثبط أو تقتل الكائنات المجهرية الدقيقة الضارة بالإنسان. كما أن لهذا الحمض خصائص تضاد الفطريات، كما يساعد على خفض مستوى الكوليسترول في الدم ويساعد على عملية الهضم وينشط امتصاص المواد الغذائية. تنمو الاسيدوفيلس بسرعة في درجة الحموضة منخفضة نوعا ما (أقل من الرقم الهيدروجيني 5.0)، وتبلغ درجة الحرارة المثلى للنمو حوالي 37 درجة مئوية (99 درجة فهرنهايت).
تتواجد هذه البكتيريا بشكل طبيعي في الإنسان والحيوان في الجهاز الهضمي، و الفم، و المهبل.

## سلالات أخرى
يوجد نوع آخر من المُلَبِّنَات يعرف باسم «المُلَبِّنَة المشقوقة» يساعد على بناء فيتامين (ب) المركب، وكذلك فيتامين (ك) عن طريق تهيئة البيئة الطبيعية لتكاثر الكائنات المعوية السليمة.[بحاجة لمصدر]

## استخدمات طبية
تكون البكتيريا أحياناًَ فعالة في علاج الآتى :
- علاج ومنع الإسهال، بما في ذلك أنواع المعدية من الإسهال في الأطفال، وعلاج الإسهال المرتبط باستخدام المضادات الحيوية، والإسهال الذي ينتقل عن طريق الطفيليات إلى المسافرين.
- علاج مشاكل الهضم العامة.
- علاج أعراض القولون العصبي (IBS) والتهاب القولون.
- علاج المغص عند الرضيع.
- علاج داء كرون.
- علاج التهابات الرئة.
- علاج الالتهابات المهبلية والتي تسببها البكتيريا.
- علاج ومنع الاكزيما.

و تجرى أبحاث لمعرفة مدى فعالية البكتيريا في علاج الآتي:
- التهابات المسالك البولية.
- مشاكل الهضم عام.
- التهاب الأمعاء الناخر (NEC) في الأطفال الذين يولدون قبل الأوان.
- ارتفاع نسبة الكولسترول.
- الحساسية للحليب.
- مرض لايم.
- مرض الشري.
- مرض الحلأ.
- القرحة الفموية.
- حب الشباب.
- سرطان.
- تعزيز جهاز المناعة.
- نزلات البرد.

## استخدمات تجارية
هناك سلالات لديها صفات معينة وتستخدم تلك السلالات مع بكتيريا آخرى في العديد من منتجات الألبان أشهرها الزبادي غير المبستر وبعض أنواع الجبن. هناك حليب اسيدوفيلس الحلو يتم استهلاكه من قبل الأفراد الذين يعانون من صعوبة هضم اللاكتوز أو سكر الحليب، والذي يحدث بسبب إنزيمات اللاكتيز التي لا يمكنها أن تكسر اللاكتوز (سكر الحليب) في الأمعاء.

## الآثار الجانبية
هناك آثار جانبية طفيفة طبيعية وتحذيرات و احتياطات 
بشكل عام، بكتيريا اسيدوفيلس آمنة للكبير والصغير و الرضيع. مع ذلك، لوحظ وجود شكاوى ضئيلة من انزعاج في الهضم أو غازات معوية، وبعض النساء قد ذكرت أنهن شعروا بحروق في المهبل بعد استخدام أقراص المهبلية، التي تحتوي على اسيدوفيلس، وصنفت الأقراص آمنه. و بالنسبة للأطعمة فليست هناك تفاعلات مع الأطعمة المعروفة.

### الاحتياطات والتحذيرات
الحمل والرضاعة: استخدام اللاكتوباسيلس خلال فترة الحمل والرضاعة الطبيعية هي آمنة ربما. وقد استخدم اللاكتوباسيلس بأمان مع النساء الحوامل والمرضعات. ولكن لم يتم دراسة أنواع أخرى من اللاكتوباسيلس غير الاسيدوفيلس خلال فترة الحمل والرضاعة الطبيعية، لذلك تأثير الأانواع الآخرى غير معروف.لكي تكوني في آمان تحدثي مع طبيبك قبل أن تأخذي اللاكتوباسيلس .
ضعف الجهاز المناعي: هناك بعض القلق من أن اللاكتوباسيلس بسبب كونها «بكتيريا حية» فيمكن أن تنمو بشكل كبير وزائد عن الحد الطبيعي في الناس الذين يعانون من ضعف جهاز المناعة. وهذا يشمل الناس المصابون بفيروس نقص المناعة البشرية ( الإيدز ) أو الناس الذين أخذوا أدوية لإضعاف جهاز المناعة مؤقتاًَ لمنع رفض العضو المزروع. وقد تسبب اللاكتوباسيلس (نادرا) المرض في الناس الذين يعانون من ضعف في جهاز المناعة. لكي تكون في آمان تحدث مع طبيبك قبل أن تأخذ اللاكتوباسيلس .
متلازمة الأمعاء القصيرة: الأشخاص الذين يعانون من متلازمة الأمعاء القصيرة قد يكونون أكثر عرضة من غيرهم للإصابة بمرض من اللاكتوباسيلس . لكي تكون في آمان تحدث مع طبيبك قبل أن تأخذ اللاكتوباسيلس .